# Ramón Laso
Ramón Laso Moreno (nacido en 1955) es un asesino en serie español condenado en 1993 por los asesinatos de su primera esposa y su hijo de seis años, y en 2014 por los asesinatos de su segunda esposa y su cuñado. La segunda condena ha sido la primera condena por asesinato en España sin una confesión, arma homicida, cuerpo o cualquier resto orgánico de las víctimas. Laso disputa la validez de otras pruebas forenses y continúa reclamando su inocencia. 

## Primeros años
Laso nació en Jaén, España, en 1955, aunque vivió la mayor parte de su vida en la provincia de Tarragona. En los años 80 vivía con su esposa Dolores "Lolita" Camacho (nacida en 1963) y sus dos hijos en L'Aldea, Tarragona. Él y su cuñado Miguel Camacho regentaban un burdel en una casa de cuatro habitaciones, con Laso como proxeneta y reclutador de prostitutas. La asociación terminó después de que Laso y Camacho tuvieran una discusión durante la cual el primero destruyó parte del mobiliario del establecimiento. Además de su relación con las prostitutas, Laso también le era infiel a su esposa con otras mujeres.

## Primeros asesinatos
La esposa de Laso fue encontrada decapitada por un tren en la estación de L'Aldea poco después de la medianoche del 9 de junio de 1988. La muerte fue considerada un suicidio a pesar de las sospechas de la familia Camacho sobre Laso. Nueve meses después, el coche de Laso cayó por un acantilado de 20 metros mientras viajaban en él Laso y su hijo de seis años. Laso salió ileso, a pesar de que afirmó haber caído por el acantilado y haber quedado inconsciente durante 15 minutos a consecuencia del accidente, mientras que su hijo murió dentro del vehículo incendiado. El seguro del coche pagó a Laso 3,5 millones de pesetas que utilizó para establecer una tienda de alquiler de vídeos. Miguel Camacho temía que Laso tuviera la intención de matar a toda la familia uno por uno, y contrató a un investigador privado para encontrar pruebas de que Laso había matado realmente a su esposa e hijo. El investigador privado probó que Laso había estrangulado a su esposa y que ya estaba muerta cuando el tren la golpeó. Un indicador de esto fue que Dolores Camacho no había levantado la cabeza instintivamente cuando el tren se acercó, a diferencia de todos los fallecidos en casos conocidos de suicidio en las vías del tren. También había incendiado su coche él mismo. Laso ofreció múltiples versiones de los hechos a las fuerzas de seguridad, y aunque finalmente admitió haber escenificado ambos "accidentes", nunca confesó un asesinato. Fue declarado culpable en el juicio y condenado a 56 años de prisión por ambos asesinatos en 1993. No obstante, ya en 1999 salió en libertad condicional, alegando buena conducta durante su encarcelamiento

## Asesinatos posteriores
Después de su liberación, Laso trabajó como enterrador, conductor de ambulancias y barman. Se casó con Julia Lamas, una portera de un edificio de Tarragona que no sabía nada de su pasado criminal. Sin embargo, Laso también tuvo aventuras con otras mujeres, incluyendo la hermana de Lamas, Mercedes, que estaba casada con Maurici Font. Laso le propuso varias veces a Mercedes divorciarse de sus respectivos cónyuges y mudarse juntos, pero ella se negó. El 29 de marzo de 2009 Laso conoció a Font en un huerto propiedad de la primera, que ambos hombres cuidaban como hobby; después, Laso recogió a su esposa en su lugar de trabajo. Ni Font ni Lamas volvieron a ser vistos. Font, un vigilante de hospital jubilado, a menudo recogía a su esposa en el hospital donde trabajaba como enfermera, pero él no apareció ese día. En cambio, fue Laso quien fue al lugar a las 15.30, y le dijo que Font tenía una aventura con su cuñada y que los dos se habían escapado juntos para no volver nunca más. En ese momento, Laso estaba sudoroso, parecía cansado, le faltaban las gafas y tenía un rasguño en el puente de su nariz, lo que alimentó las sospechas de Mercedes. Fueron a las residencias de los dos desaparecidos, donde ella notó que la mayoría de sus objetos estaban todavía en su lugar, incluyendo el coche de Julia. Mercedes dijo que debían denunciar las desapariciones a los Mozos de Escuadra, pero Laso la convenció de que no lo hiciera, insistiendo en que era una desaparición voluntaria. Sin embargo, Mercedes denunció las desapariciones al día siguiente después de hablar con una amiga y compartió sus sospechas sobre Laso.
Los Mozos de Escuadra interrogaron a Laso varias veces. Siempre colaboró y acusó a Mercedes de mentir. En uno de los interrogatorios, Laso reveló que Font había llamado a su madre desde Morella, Castellón, donde vivía el hijo adulto de Julia de un matrimonio anterior, y le dijo que no se preocupara por ellos, que estaban empezando una nueva vida juntos y que Julia tenía un nuevo trabajo en un asilo local. El hijo de Julia testificó más tarde que Laso había viajado a Morella e intentado hablar con él, pero que le había ignorado. Tiempo después, "Font" llamó desde Morella a las oficinas del Diari de Tarragona, afirmando lo mismo más el hecho de que se había marchado disgustado al descubrir que su esposa le era infiel, y pidió que se cerrara la investigación sobre su desaparición. También envió un fax a la oficina de la Seguridad Social para solicitar que su pensión mensual fuera depositada en una nueva cuenta bancaria. El fax incluía una copia del Documento Nacional de Identidad (DNI) de Font, pero la firma que lo acompañaba no era la suya. Laso también intentó usurpar el trabajo de Julia Lamas como portera del edificio.
Cuando el GPS y el rastreo de teléfonos móviles mostraron que Laso había estado en el momento y lugar desde donde se habían enviado todas las comunicaciones, la investigación de personas desaparecidas se reelaboró como una investigación de asesinato y Laso fue arrestado como sospechoso. Los Mozos de Escuadra buscaron extensamente en el huerto de Laso, junto con su bar (donde había cavado un agujero en el sótano después de las desapariciones) y en el cementerio de Amposta donde había trabajado como enterrador y donde fue enterrada su primera familia. El GPS mostró que había ido en automóvil hasta el cementerio una vez a la 01.30, después de estar en su huerto, pero los cuerpos nunca fueron encontrados. En la casa de Laso, los Mozos de Escuadra encontraron las gafas de Julia, una copia a color de su DNI, el teléfono móvil de prepago usado para llamar al Diari, y una palanca y una azada que dieron positivo en hemoglobina. Sin embargo, no se pudo recuperar ADN sin degradar de las herramientas para su comparación.
En 2010, después de las desapariciones pero antes de su arresto, Laso tuvo una relación con otra mujer e intentó iniciar otra simultáneamente con una vecina recientemente divorciada. Cuando la vecina se negó, Laso se coló en su sótano y dejó una rosa pegada con cinta a un pájaro muerto. Al día siguiente, la mujer tuvo un accidente de coche y fue informada de que alguien había manipulado los frenos.

## Juicio y sentencia
Laso manifestó varias veces que esperaba con interés el juicio, creyendo que ningún jurado podría condenarlo por asesinato sin un cuerpo. Sin embargo, fue declarado culpable de ambos cargos y posteriormente condenado a 30 años de prisión, en 2014. El Tribunal Supremo de España confirmó la sentencia en 2016.
El huerto de Laso fue expropiado después de la investigación y se construyó un camino sobre él.

## En los medios
Los asesinatos de Laso y su investigación fueron el tema del libro Sin cadáver, de la periodista y criminóloga española Fátima Llambrich.